# أ بانيا
بلدية أ بانيا (بالإسبانية: A Baña)‏، هي إحدى بلديات مقاطعة لا كرونيا إحدى مقاطعات إسبانيا، والتي تقع في منطقة جليقية شمال غرب إسبانيا.
يبلغ عدد سكانها 5.141 نسمة وفقًا لإحصائية سنة (2002).